# 布赫鎮區 (明尼蘇達州莫里森縣)
布赫鎮區（英語：Buh Township）是位於美國明尼蘇達州莫里森縣的一個行政鎮區。

## 歷史

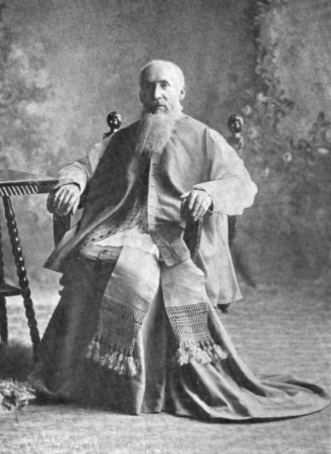
約瑟夫·弗朗西斯·布赫

布赫鎮區於1894年設立，得名自於當地傳教的牧師約瑟夫·弗朗西斯·布赫（Joseph Francis Buh）。

## 地方資料
布赫鎮區的面積為93.10平方千米，當中陸地面積為92.98平方千米，而水域面積為0.12平方千米。根據2020年美國人口普查的數據，當地共有人口562人，而人口密度為每平方千米6.04人。